# Silvia Madetzky
Silvia Madetzky (ur. 24 czerwca 1962) – niemiecka lekkoatletka specjalizująca się w rzucie dyskiem. W czasie swojej kariery reprezentowała Niemiecką Republikę Demokratyczną.

## Sukcesy sportowe
Największy sukces w karierze odniosła w 1979 r. w Bydgoszczy, zdobywając srebrny medal mistrzostw Europy juniorek. Dwukrotnie (1985, 1988) zdobyła brązowe medale halowych mistrzostw NRD.

## Rekordy życiowe
- pchnięcie kulą – 18,28 – Karl-Marx-Stadt 11/06/1980
- rzut dyskiem – 70,34 – Ateny 16/05/1988